# François Nepveu
Pour les articles homonymes, voir Nepveu.
Le père François Nepveu (1639-1708) est un jésuite et écrivain français.

## Biographie
Né à Saint-Malo de François Nepveu, sieur de La Motte-aux-Anges, et d'Olive Trublet, beau-frère de Jean Magon de la Fontaine-Roux, François Nepveu rentre dans la Compagnie de Jésus et est ordonné prêtre. Il professe avec succès dans plusieurs collèges de son ordre et fut recteur de celui de Rennes. Il a laissé plusieurs écrits ascétiques, qui furent remarqués par le style et par la pureté de la doctrine, parmi lesquels L'Esprit du Christianisme (1700). 

## Publications
- De la connaissance et de l'amour de Jésus-Christ, Nantes, 1681, in-12 ; souvent réimprimé et traduit en italien par le P. Segneri
- Le Chrétien fervent, ou Recueil de diverses prières et instructions pour passer chrétiennement la journée, tirées des RR. PP. Croiset, Crasset, Nepveu et Bouhours,... Nouvelle édition... (1750)
- Cogitationes, sive Considerationes christianae pro singulis anni diebus... post aliquot editiones gallicas latinae redditae... Trimestre primum... (1734)
- Cogitationes sive considerationes christianae pro singulis anni diebus, authore R. P. Francisco Nepveu,... Post aliquot editiones gallicas latinae redditae a P. Andrea Leuckart,... (1734)
- Sacer recessus, sive Exercitia spiritualia ad mentem et methodum S. P. Ignatii, auctore R. P. Francisco Nepveu,... gallice primum edita Parisiis anno 1691 et subinde recusa, nunc etiam latinitate donata ab alio ejusdem societatis sacerdote (1723)
- La Manière de se préparer à la mort pendant la vie, qui peut servir pour une retraite de huit jours, par le P. François Nepveu,... (1713)
- Retraite spirituelle pour les personnes religieuses et pour celles qui aspirent à une plus grande perfection, de l'importance de se donner tout entier à Dieu et sans réserve, par le R. P. François Nepveu,... (1708)
- Conduite chrétienne, ou Règlement des principales actions et des principaux devoirs de la vie chrétienne, par le R. P. François Nepveu,... (1704)
- L'Esprit du christianisme, ou la Conformité du chrétien avec Jésus-Christ, par le P. François Nepveu,... (1700)
- Pensées ou réflexions chrétiennes pour tous les jours de l'année, par le P. François Nepveu,... (1695)
- Retraite sur N. S. Jésus-Christ, par le P. François Nepveu,... (1692)
- De l'Amour de N. S. Jésus-Christ et des moyens de l'acquérir, par le P. François Nepveu,... (1692)
- Exercices intérieurs, pour honorer les mystères de N. S. Jésus-Christ, par le P. François Nepveu,... (1691)
- De l'Amour de N. S. Jésus-Christ et des moyens de l'acquérir, par le P. François Nepveu,... (1691)
- Retraite selon l'esprit et la méthode de St-Ignace, par le P. François Nepveu,... (1687)
- L'Oraison démontrée nécessaire et rendue facile, par le R. P. François Nepveu,... Nouvelle édition, notablement augmentée, suivie d'une méthode pour la retraite du mois,...

## Source
- Marie-Nicolas Bouillet  et Alexis Chassang (dir.), « François Nepveu » dans Dictionnaire universel d’histoire et de géographie, 1878 (lire sur Wikisource)

- Ressource relative à la religion :   - Dictionnaire de spiritualité
- Notices d'autorité :   - VIAF
  - ISNI
  - BnF (données)
  - IdRef
  - LCCN
  - GND
  - Italie
  - Espagne
  - Belgique
  - Pays-Bas
  - Pologne
  - NUKAT
  - Catalogne
  - Vatican
  - Tchéquie
  - WorldCat